# Ariel Henry

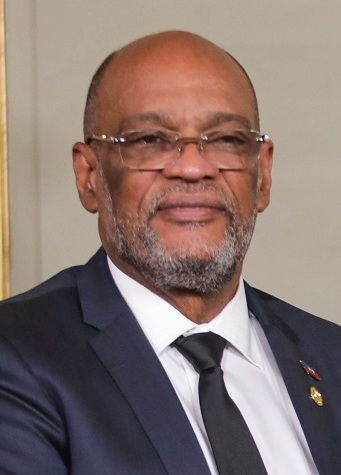
Ariel Henry (2023)

Ariel Henry (* 6. November 1949) ist ein haitianischer Neurochirurg und Politiker, der von Juli 2021 bis April 2024 als Interimspremierminister von Haiti amtierte. Henry ist Mitglied der INITE, einer Mitte-Links-Partei mit sozialdemokratischer Ausrichtung.

## Frühes Leben und Ausbildung
Ariel Henry ist der Sohn von Elie S. Henry, der Pastor und Ältester der Kirche der Siebenten-Tags-Adventisten war. Henry studierte Medizin an der Universität Montpellier und verteidigte im Januar 1982 seine Dissertation. Anschließend vertiefte er bis 1984 seine Kenntnisse in Neurophysiologie und Neuropathologie. Er praktizierte danach als Arzt in Frankreich und Haiti und erwarb weitere akademische Abschlüsse an der Loma Linda University (1989) und der Boston University (1990).

## Medizinische Laufbahn
Nach seinem Abschluss an der Universität Montpellier wurde er Direktor des Hôpital adventiste d’Haiti im Jahre 1985. Im Jahre 1987 kam er als Neurochirurg ans Hôpital de l’Université d’État d’Haïti, wo er bis zum Jahre 1996 tätig blieb. Für das Centre pour enfants handicapés Saint Vincent in Port au Prince war er von 1987 bis 2010 als neurochirurgischer Berater tätig.
Auch seine Lehrtätigkeit erstreckte sich über mehrere Stationen. So wurde er im Jahr 1980 für ein knappes Jahr Lehrer für Neuroanatomie an einer privaten Krankenpflegeschule in Montpellier. Seit 1990 ist er Professor für  Neurologie an der Medizinischen Fakultät der Université d’État d’Haïti. An der Université Quisqueya in Port au Prince war er Professor für Neurologie von 1999 bis 2010.
Von März 1993 bis Februar 1995 war er Berater des haitianischen Gesundheitsministers sowie von 1993 bis 1996 Berater der Panamerikanischen Gesundheitsorganisation und der Weltgesundheitsorganisation.

## Politische Laufbahn
Henry trat in die Politik als Mitglied der Bewegung, welche den Sturz von Präsident Jean-Bertrand Aristide anstrebte, der beschuldigt wurde, die haitianischen Parlamentswahlen 2000 manipuliert zu haben. Er unterstützte René Préval nach dessen Wahl zum Präsidenten und wurde im Juni 2006 zum Generaldirektor des Gesundheitsministeriums ernannt. Er blieb in dieser Position bis September 2008, als er von September 2008 bis Oktober 2011 zum Stabschef des Ministeriums ernannt wurde. 2015 wurde er von Michel Martelly zum Innenminister ernannt. Von September 2015 bis März 2016 war er Minister für Soziales und Arbeit.
Am 5. Juli 2021 wurde er von Präsident Jovenel Moïse als nächster Premierminister Haitis ausgewählt, doch zwei Tage später wurde Moïse ermordet, wodurch die Machtübergabe ins Stocken geriet. Zu diesem Zeitpunkt übernahm der amtierende Premierminister Claude Joseph mit Unterstützung der Sicherheitskräfte die Kontrolle über die Regierung und wurde von den Vereinigten Staaten als rechtmäßiger Premierminister anerkannt. Am 19. Juli 2021 kündigte Joseph an, dass er als Premierminister zugunsten von Henry zurücktreten werde. Henry wurde am 20. Juli als Premierminister vereidigt.

## Amtszeit
Die Beamten, die die Ermordung seines Vorgängers untersuchten, verdächtigten Henry, an der Planung des Attentats beteiligt gewesen zu sein. So soll er Verbindungen zu den Tätern gehabt haben. Am 1. Januar 2022 wurde berichtet, dass Henry einen Attentatsversuch überlebt hatte, nachdem er während eines Schusswechsels zwischen seinen Sicherheitskräften und einer bewaffneten Gruppe aus Gonaïves geflohen war.
Henrys Amtszeit ist vom vollständigen Zusammenbruch von Recht und Ordnung im Land geprägt. Neuwahlen ließ er für unbestimmte Zeit verschieben und die Wahlkommission wurde von ihm aufgelöst. Am 5. Oktober 2022 bat Henry die internationale Gemeinschaft bei der Lösung der Krise in Haiti um Hilfe. Zwei Tage später ermächtigten Henry und der Ministerrat die Regierung, die internationale Gemeinschaft um militärische Unterstützung zu bitten, um die katastrophale Sicherheitslage im Land zu verbessern. Am 21. Dezember 2022 wurde zwischen Henry und den wichtigsten Parteien und gesellschaftlichen Gruppen des Landes vereinbart, dass er bis zum 7. Februar 2024 im Amt bleibt und zwei Gremien gebildet werden, die bis dahin die bestehenden politischen Probleme des Landes lösen sollen. Es handelt sich um einen Übergangsrat (Haut conseil de la transition; HCT) und ein Organ zur Kontrolle der Regierung (Organe de contrôle de l’action gouvernementale; OCAG).
Im Rahmen der sich zur Lähmung des Landes steigernden Bandenkriminalität (Hauptartikel → Krise in Haiti seit 2018) und angesichts der am 7. Februar 2024 abgelaufenen verlängerten Amtszeit forderten Ende Februar 2024 die zwei mächtigsten Banden und Anfang März 2024 auch die Vereinigten Staaten und die Länder der Karibischen Gemeinschaft (CARICOM) Henrys Rücktritt.
Am 25. Februar 2024 reiste Henry nach Guyana und einige Tage später nach Kenia, um ein Abkommen über die von den Vereinten Nationen autorisierte Entsendung von 1.000 kenianischen Polizisten nach Haiti zu unterzeichnen. Das Abkommen war in Kenia umstritten. Henry sei aufgrund seines Status gar nicht legitimiert dazu. Das von einem Oppositionspolitiker angerufene Höchste Gericht Kenias gelangte zudem zur Ansicht, ein Einsatz des National Police Service außerhalb des Landes sei unzulässig.
Als Henry nach Haiti zurückkehren wollte, konnte er nicht landen, da der internationale Flughafen von Port-au-Prince wegen Bandenangriffen geschlossen und mehr als 4.000 Häftlinge aus Gefängnissen ausgebrochen waren. Henry konnte deshalb nicht nach Haiti einreisen. Auch das Nachbarland Dominikanische Republik verweigerte ihm die Einreise. Daher flog er am 5. März nach Puerto Rico, einem Außengebiet der Vereinigten Staaten.
Am 11. März erklärte sich Henry nach einem Treffen in Jamaika mit führenden Vertretern karibischer Staaten und US-Außenminister Antony Blinken bereit, von seinem Amt als provisorischem Premierminister (und de-facto Staatsoberhaupt) zurückzutreten, sobald ein Übergangsrat gebildet und ein vorübergehender Nachfolger ernannt worden sei.
Zeitgleich mit der Eidesleistung der Mitglieder des Conseil de Transition am 25. April 2024 sandte Henry aus Los Angeles folgende Nachricht:

„Mesdames, Messieurs les membres du Conseil des Ministres,
Comme me l'autorise l'article 165 de la Constitution de 1987, suite à la démission de mon gouvernement, je vous confirme que pour des raisons personnelles, j'ai choisi de me retirer immédiatement du poste de Premier ministre et de toutes responsabilités ministérielles.“

„Sehr geehrte Damen und Herren Mitglieder des Ministerrats,
wie es mir Artikel 165 der Verfassung von 1987 erlaubt, bestätige ich Ihnen nach dem Rücktritt meiner Regierung, dass ich mich aus persönlichen Gründen dazu entschlossen habe, mit sofortiger Wirkung vom Amt des Premierministers und von allen ministeriellen Aufgaben zurückzutreten.“